# محمد الصادق هلال
هو عضو أسبق في البرلمان الليبي الملكي (تم اسقاط اسمه بتدبير من الأجهزة الأمنية [بحاجة لمصدر]) ومحرر سياسي وهو أيضا عضو في حزب البعث العربي الإشتراكي وناشط حقوقي ومدرس وتاجر ومزارع وعضو في نقابة البترول الليبية الملكية وهو أيضا أحد قياديي القومية العربية في ليبيا وشمال أفريقيا وهو أحد مؤسسي ورؤساء نادي الترسانة (ليبيا) الرياضي والثقافي «الهلال سابقاً».
ولد محمد الصادق رمضان هلال عام 1932م بمنطقة سوق الجمعة محلة النصر بمدينة طرابلس، والتحق بكتاب«بن دحيم» بنفس المنطقة، أتم دراسته الابتدائية بمدرسة «الجديدة» بمنطقة الجديدة، التحق بعدها بالمدرسة الثانوية ثم تركها والتحق بمعهد المعلمين  وتحصل منه على دبلوم التعليم المتوسط في عام 1950م.
تزوج السيد محمد هلال من السيدة نوارة مصباح الشاوش من مدينة تاجوراء في عام 1958م، ورزق منها بــ رفعت (1960م - 2012م)، وأسامة (1961م)، وفاطمة (1965م)، ومنذر (1967م-1996م)، وحميد (1968م)، وسفيان (1969م)، وأشرف (1971م)، وحسام (1973م)، وحازم (1975م)، وأسماء (1976م)، وحنان (1978م)، وهناء (1980م).
وعقب حصوله على دبلوم التعليم المتوسط (عام 1950م) زاول السيد هلال مهنة التعليم في مدينة ودان (من 1950 إلى 1951م)، ثم في مدينة سرت (من1951 إلى 1952م)، ثم في مدينة تاجوراء (من1953م إلى 1954م)، ثم بالمدرسة المركزية بسوق الجمعة، أي في مسقط رأسه طرابلس (من 1954م إلى 1957م). وشارك أثناء ممارسته لمهنة التعليم، في تأسيس نادي الترسانة بسوق الجمعة (هلال طرابلس سابقا) واختير مديرا للنادي في عام  1958م.

## بداية نشاطه السياسي
عمل السيد هلال في 1958م كمحرر سياسي بصحيفة طرابلس الغرب، واستمر في عمله هذا إلى عام 1960م. وفي نفس العام (1960م) دشن نشاطه النقابي بالتحاقه بمكتب العمل، وبالتحديد تبع نقابة عمال البترول، واُرسل أثناء ذلك في دورة تدريبية إلى تركيا في مجال العمل النقابي لمدة ستة أشهر. تولى السيد هلال، أثناء عمله في النقابة، الدفاع عن حقوق العمال الليبييين، واستمر في ذلك حتى عام 1964م، ترك بعدها القطاع الوظيفي والتحق بالعمل الحر، فافتتح متجرا لبيع الطلاء في شارع الرشيد بمدينة طرابلس (المتجر ما زال قائما منذ قرابة النصف قرن يملكه اليوم مواطن آخر). كما أسس في عام 1968م، مع الشهيد عامر الدغيس شركة لاستيراد وبيع مواد البناء. أسس بعدها، وبالتحديد في عام  1970م، شركة لتوريد وبيع الآلات الزراعية مع السيد محمد بشون صهر السيد عبد القادر البدري رئيس وزراء ليبيا الأسبق (من يوليو 1967م إلى أكتوبر 196م)، وهو رئيس وزراء ليبيا التاسع قبل انقلاب سبتمبر،  وقد توفي رحمه الله في عام 2003م.
وفي عام 1970م أيضا قام السيد هلال بشراء مزرعة في منطقة السواني وتفرغ لحرفة الزراعة حتى شهر فبراير من عام 1973م، افتتح بعدها متجرا لبيع المواد الغذائية (سوبر ماركت) بحي الأندلس بمدينة طرابلس، واستمر في إدارة متجره والاسترزاق منه إلى أن تم الاستيلاء عليه من قبل نظام الطاغوت القذافي وذلك في الثلاثين من شهر مارس من عام 1981م.

## دخوله في المشهد السياسي
لم تنحصر نشاطات السيد هلال على الجوانب المهنية والتجارية والوظيفية، بل كانت حياته مفعمة بالنشاطات السياسية والاجتماعية والثقافية. فعمل السيد محمد هلال -وكما ذكرنا- كمحرر سياسي في صحيفة طرابلس الغرب، وكتب أيضا في صحيفة الأيام نسخة محفوظة 17 أغسطس 2019 على موقع واي باك مشين.، وشارك مشاركة فعالة في حملات محو الأمية التي كانت تُنظم على مستوى الوطن. كما تقدم كمرشح للـبرلمان في عام 1960م (أثناء العهد الملكي) ممثلا عن منطقة سوق الجمعة، وعندما فاز في انتخابات البرلمان، طعن فيه خصومه لأنه - وكما ادعوا- كان «مشاغبا».
وتم بالفعل قبول الطعن وأسقط اسم السيد محمد هلال من قائمة النواب الناجحين، وبالطبع كان نشاطه السياسي والاجتماعي والثقافي ووطنيته وفكره القومي الاسباب الحقيقية وراء محاربته والطعن فيه وإسقاط اسمه.
لكن هذا الأمر المجحف لم يثن من عزم المناضل محمد هلال، بل زاد من تصميمه واصراراه وعزيمته على خدمة أمته، فناصر الثورة الجزائرية أثناء حرب التحرير الجزائرية (نوفمبر 1954م - 5 يوليو 1962م) مناصرة مكثفة فعالة متميزة في جميع المجالات، بالجهد والوقت والمال، فجمع للثوار الادوية والعدة والملابس والمساعدات العينية الأخرى والمال والعتاد والسلاح، كما ساهم وبشكل  مكثف فعال في إيواء اللاجئين الجزائريين في ليبيا.
كانت جهود السيد هلال متميزة جدا، إلى درجة أن الحكومة الجزائرية لم يفتها أن تقدر جهوده الجبارة تجاه الثورة الجزائرية وتجاه الجزائريين، فعرضت عليه الجزائر الإقامة فيها، واعتبرته مجاهدا جزائريا يُعامل كما يُعامل أبطال الجزائر (وهي أعلى طبقات التكريم في الجزائر)، لكنه فضل البقاء في وطنه ومسقط رأسه، وفضل أن يواصل مسيرة النضال من أجل وطنه ومن أجل أمته. 
ليس ذلك فحسب، ففي الذكرى العشرين لعيد تحرير الجزائر، أي في عام 1984م كان السيد محمد الصادق هلال ضمن قائمة المكرمين الرئيسين في الجزائر، بالرغم من أنه كان رهين معتقلات القذافي في ذلك الوقت، لكن اسمه أسقط بعد تدخل نظام الطاغوت المنهار وزبانيته.
لم يتوقف نضال السيد محمد هلال تجاه أمته على القضية الجزائرية فحسب، بل كان له تاريخ نضالي مشرف متميز آخر تجاه القضية الفلسطينية فقد شارك - وكعادته- مشاركة فعالة في حملات نصرة القضية الفلسطينية (في نهاية الستينيات وبداية السبعينات) من جميع الجوانب أيضا: ماديا واجتماعيا وسياسيا وثقافيا.
انضم السيد محمد الصادق هلال في عام 1958م إلى حزب البعث العربي الاشتراكي في ليبيا عندما كان يترأسه السيد عامر الدغيس. وقد انضم إلى الحزب عن طريق السيد فوزي البغدادي. وكان يتردد على السيد هلال في متجره بحي الأندلس العديد من القيادات، منهم السادة بشير أبو عجيلة بن كورة، وعمر الأبيض، والطيب عدالة، والمبروك القنودي، وعمران أبو رويس، ويوسف عقيلة المجبري، ومحمود عمر بوعبيد، وفريد حسين أشرف،  ورمضان عبد الله علي بوخيط، وعبد الحميد يوسف البابور، ومصطفى إرحومة سالم النويري، وعبد المطلب عبد الله الشيباني، وكثيرون غيرهم.

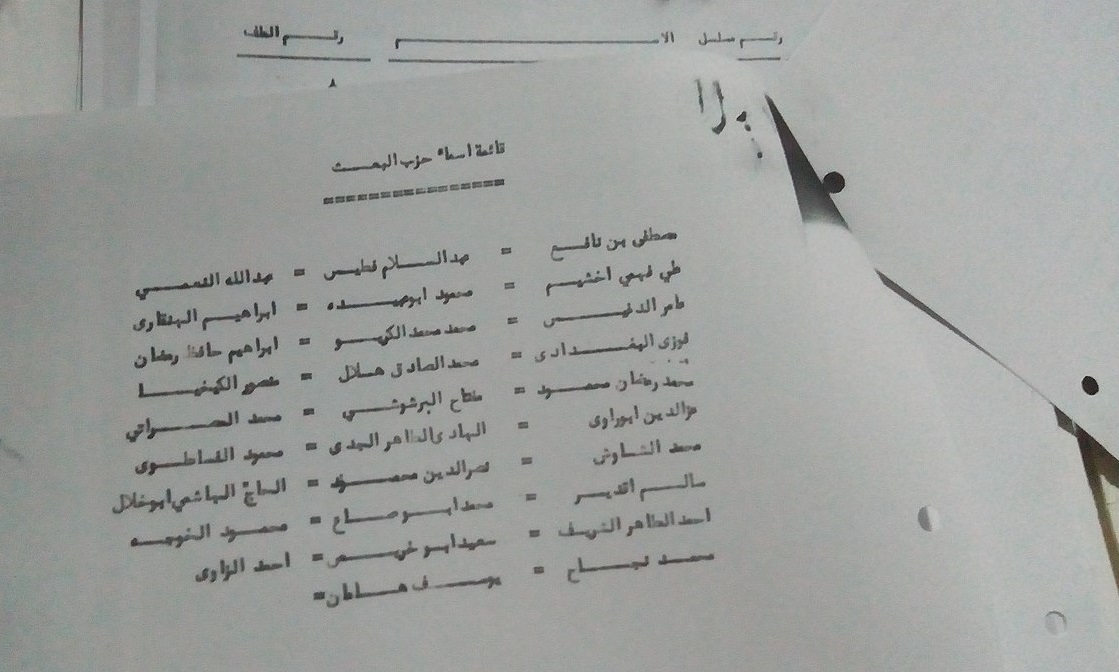
قائمة بها أسماء أعضاء حزب البعث العربي الإشتراكي (الليبي).

وفي شهر أغسطس من عام 1961م اُعتقل السيد محمد هلال وسجن مع 183عضوا من أعضاء حزب البعث في ليبيا بتهمة التخطيط لقلب نظام الحكم. وكان من بين المعتقلين في تلك الحملة السادة محمد فرج حمي (قتل في أبريل 1980م) وعامر الدغيس (قتل في 27 فبراير 1980م) والحسين أحمد الصغير (قتل في مارس 1980م)، وعامرالبكوش، وحسونة الدغيس، وسعدون حمادي (عراقي)، وأحمد هلال، وكثيرون غيرهم. وقد حوكم المعتقلون بفترات متفاونة، كما حُكم بالسجن على السيد محمد هلال لمدة ستة أشهر.
استمرت مسيرة النضال السياسي للسيد محمد الصادق هلال حتى بعد خروجه من السجن، فساهم في تنظيم وقيادة مظاهرات الطلبة في مدينة طرابلس أثناء أحداث الطلبة التي اندلعت في شهر يناير من عام 1964م. واعتقل السيد هلال (واعتقل معه السادة عامر الدغيس وبشير بن كورة) بتهمة تحريض الطلبة على الخروج في المظاهرات، وسجن على خلفية تلك الأحداث لمدة ثلاثة أشهر، خرج بعدها ليواصل مسيرته النضالية.
وفي أوائل عام 1970م، اجتمع السيد محمد الصادق هلال والسيد بشير بن كورة والسيد عامر الدغيس كممثلين عن حزب البعث العربي الاشتراكي الليبي - اجتمعوا- بصدام حسين (نائب الرئيس العراقي في ذلك الوقت) في مدينة طرابلس. وقد أشار إليهم صدام بأن «يتغذوا بـمعمر قبل أن يتعشى بهم»، فرفضوا ذلك قائلين: «نحن مدنيون وضد العمل العسكري»، ودعاهم صدام حسين في ذلك الاجتماع أيضا إلى تجديد نشاط الحزب على أسس جديدة.

## اعتقاله
كان رجل بحجم ووزن وتاثير ونشاط ونضال وتاريخ السيد محمد هلال تحت مجهر المخابرات الليبية بل وجميع أجهزة النظام الطاغوتي منذ عام 1969م. وفي يوم الجمعة الموافق للسابع من شهر سبتمبر من عام 1980م زار السيد هلال أحد أصدقائه من رجال الأمن وأبلغه بأن النظام ينوي اعتقاله، كما أبدى رجل الأمن الصديق استعداده لتهريب السيد هلال إلى تونس، بل وأبدى استعداده أيضا لمرافقته إلى الحدود الليبية التونسية. لكن السيد هلال رفض ذلك العرض ورد صاحبه ردا جميلا. فعلق رجل الأمن قائلا: «يا محمد أنا درت اللي علي.»
وبعد ثلاثة أيام من الإنذار المبكر للسيد هلال وبالتحديد عند الساعة الثامنة وعشر دقائق مساء في يوم الجمعة الموافق للعاشر من مارس من عام 1980م، توقفت أمام متجر السيد هلال في حي الأندلس سيارة بيضاء من نوع «داتسون 140»، تحمل مجموعة من رجال الأمن، فاعتقلوا السيد هلال واقتادوه إلى مكتب الأمن في شارع النصر. ثم جاء المدعو معاوية الصويعي، أحد أعضاء اللجان الثورية أو بالاحرى الإرهابية وأخذه من مكتب الأمن إلى مكان مجهول، ولم يُعرف مكانه منذ تلك اللحظة ولمدة ستة أشهر تقريبا. كان الضحية قد بلغ من العمر ساعة اعتقاله الثامنة والأربعين عاما وبلغ أكبر أنجاله (رفعت) العشرين عاما، كما لم تولد بعد اصغر بناته (هناء). 
اعتقل السيد هلال بتهمة الانتماء لتنظيم سياسي (التجمع الوطني الديمقراطي) بهدف إسقاط نظام الطاغوت وأحيل إلى نيابة أمن الثورة. وبعد ستة أشهر من تاريخ الاعتقال، جاء رجال الأمن إلى بيت السيد هلال وطلبوا ملابسا للضحية، وبعد ذلك بايام، أبلغوا الأسرة المنكوبة بأن رب بيتهم معتقل في سجن الجديدة. 

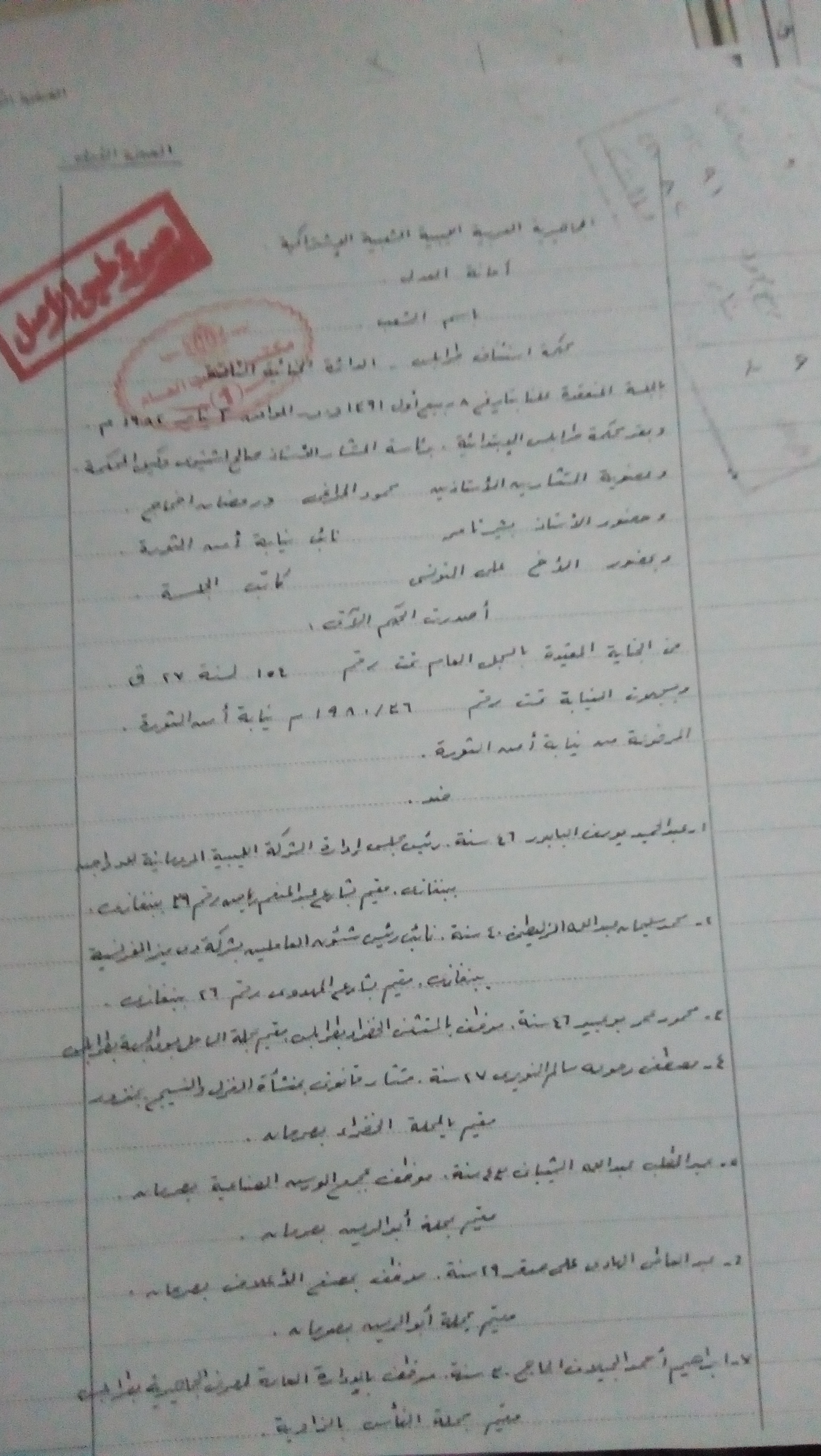
الصفحة الأولى من مذكرة اعتقال أعضاء حزب البعث العربي الإشتراكي (الليبي).

استطاع أبناؤه أسامة ورفعت والسيدة زوجته زيارته ولأول مرة في شهر سبتمبر من عام 1980م مدة تقل عن نصف ساعة. ومن جراء ما مر به من قمع وتنكيل واهانة وضرب وتحقيق، لم يتعرف عليه أبناؤه عند أول لقاء به بعد اعتقاله، بل تعرف هو عليهم وذلك - كما ذكرنا- بسبب التغيرات العضلية والبدنية التي مر بها، فقد تعرض للتعذيب من شهر مارس من عام 1980م إلى شهر أغسطس من نفس العام أي لمدة ستة أشهر كاملة تقريبا. 
وبعد عام ونصف تقريبا نُقل السيد هلال (مع باقي المعتقلين في نفس القضية) من سجن الجديدة إلى سجن الحصان الأسود. وكان يُسمح بالزيارة في سجن الجديدة، مرة كل أسبوعين، أما في سجن الحصان الأسود فمرة كل ثلاثة شهور. 
ولم يعتقل السيد هلال بمفرده، بل اُعتقل معه ما يقارب التسعين متهما، أطلق سراح أغلبهم وبقي أربعة وعشرين (بالإضافة إلى السيد هلال) رهن الاعتقال، اتهموا بنفس التهمة الرئيسة مع اختلاف بعض التفاصيل والحيثيات من فرد إلى آخر. وقد أحالت «نيابة أمن الثورة» الخمسة والعشرين معتقلا إلى محكمة الشعب. وكان يُشار إلى كل متهم بإسمه أحيانا وبرقم أحيانا أخرى، فكان يشار إلى السيد هلال - بالإضافة إلى اسمه- بالمتهم  رقم  16. 
أما قائمة التهم فقد ضمت باقة مألوفة معروفة محفوظة في أدراج المخابرات العربية بدون استثناء، حوت هذه القائمة، اتهامات جاهزة مفصلة مضخمة كالانتماء إلى حزب محظور، وعدم التبليغ عن الانتماء إلى ذلك الحزب، والاجتماع في خلايا سرية، ونقد السلطة الثورية، واستلام أموال من مندوب دولة أجنبية واستلام كتب ومنشورات تروج للفكر البعثي، والدعاية المثيرة ضد «ثورة الفاتح»، وتزويد ممثل حكومة أجنبية بأسرار مماثلة لأسرار الدفاع عن البلاد، وتقديم معلومات عن بعض الأشخاص الليبيين، ومعلومات عن الرأي العام الليبي، ونقد منجزات الثورة الاقتصادية والاجتماعية، وغير ذلك من تهم مرصوصة في ثلاجات النظام.   
وطلبت نيابة أمن الثورة من المحكمة، معاقبة المتهمين حسب قانون تجريم الحزبية، وقانون حماية الثورة، كما طالبت النيابة بانزال أقصى عقوبة على المتهمين. 
لكن المحامين أكدوا بطلان شرعية وأحقية وصحة قبض اللجان الثورية على المتهمين. وبطلان استجواب ضباط هيئة أمن الجماهيرية وضباط الشرطة للمتهمين، لأنهم (أي ضباط هيئة أمن الجماهيرية وضباط الشرطة) ممنوعون من ذلك قانونيا، فلا سلطة تحقيق لهم، ولا خبرة، ولا مهارة في هذا المجال، كما أكد المحامون بطلان حبس المنهمين احتياطيا، وبطلان اعترافاتهم،  حيث انتزعت الاعترافات بالإكراه، فقد اثبت الطبيب الشرعي وجود آثار للتعذيب على ثمانية من المتهمين على الأقل. وابطلت الادلة لأنها مستندة على إجراءات باطلة.
كما ثبت أن المعلومات التي ادعت النيابة أن لها طبيعة سرية وان المتهمين قد قاموا بتسريبها   - اثبت- ان هذا الادعاء غير صحيح. كما إن الدعاية المثيرة تعتبر دعاية مثيرة إذا كانت علنية فقط، والاعتراف يعتبر قانونيا إذا ما صدر عن المتهم على نفسه، وليس على غيره. والدليل  على الاعتراف بالإكراه ان المتهمين عدلوا اعترافاتهم بمجرد مثولهم أمام القاضي.

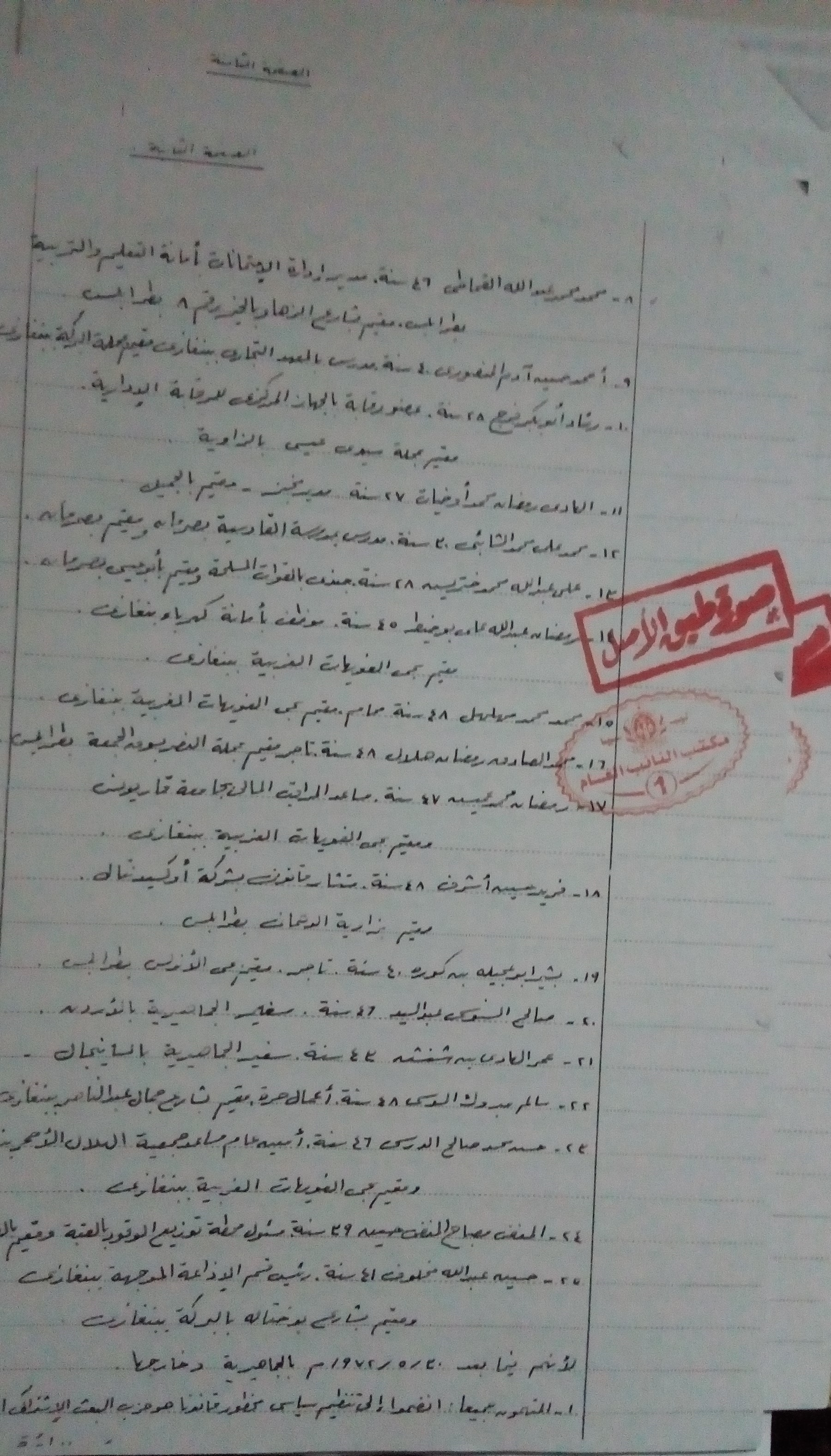
الصحفة الثانية من مذكرة اعتقال أعضاء حزب البعث العربي الإشتراكي (الليبي) إذ يظهر بها إسمه ومحل إقامته في النقطة السادسة عشر.

وهكذا، وبسبب الإكراه، وعدم توفر أركان الجرائم المسندة إلي المتهمين، وعدم قيام دليل على ادانتهم، وعدم دستورية قانون حماية الثورة، ومخالفة إنشاء نيابة أمن الثورة لمبادئ العدالة، وإعلان حقوق الإنسان، والمواثيق والمعاهدات الدولية، ومخالفتها لدستور اتحاد الجمهوريات وبطلان التحقيق والاعترافات وباقي الاجراءات - لكل هذه الاسباب - طالب المحامون القضاء بتبرئة المتهمين.
وفعلا حكمت المحكمة في 2 يناير من عام 1982م ببراءة المتهمين جميعهم مما نسب إليهم، ولكن لم يطلق سراح المعتقلين، بل تقدمت نيابة أمن الثورة في 31 يناير 1982م بطعن أمام المحكمة العليا. ولكن المحكمة العليا ايدت حكم البراءة.  
ولم يطلق الطاغوت سراح المعتقلين حتى بعد الحكم ببراءتهم وحتى بعد تأييد المحكمة العليا للحكم الصادر أيضا. بل ظلوا رهن الاعتقال. ليس ذلك فحسب، بل وأحيلوا إلى ما يسمى بالمحكمة الثورية الدائمة. وهي جهاز قمعي مخابراتي يتبع مكتب اللجان الثورية يأتمر بأمر الطاغية مباشرة وينفذ كافة رغباته وطموحاته ونزواته في السحل والشنق والتعذيب والحكم بالإعدام والقتل. 
المحكمة الثورية الدائمة عبارة عن جهاز قمعي يقوم بأقذر المهام، لا يتمتع أعضاؤها بأبسط المبادئ القانونية، بل يتمتعون بكم هائل من تحجر القلوب والقسوة والرغبة في  تعذيب وقمع وإذلال الناس وإدخال الأحزان على قلوب البشر. هم، وبكل اختصار، عبدة الطاغوت.
أعضاء هذه المحكمة المهزلة هم من أعضاء اللجان الثورية الدمويين يختارهم معمر للبث في القضايا التي تحكم فيها المحاكم ببراءة المتهمين السياسين. هذه المحكمة المهزلة تبدل الأحكام حسب رغبة وهوى ومطلب معمر. وقد تكرر هذا الأمر (تغيير الأحكام) عشرات المرات ضد عديد الضحايا في ليبيا ومنهم على سبيل المثال الشهيد  إمحمد حفاف، بل وشهداء حزب التحرير بصفة عامة، وغيرهم من شهداء الوطن.   
تشكلت لجنة التحقيق واعضاء المحكمة الثورية الدائمة التي مثل أمامها المناضل محمد الصادق هلال من نفس الأشخاص (المحققون هم انفسهم القضاء)، أي خصم وحكم، وقد ضمت لجنة التحقيق وأعضاء المحكمة الثورية كل من عبد السلام الزادمة، والطيب الصافي، وهدى بن عامر، وسعيد راشد خيشة، وكان مصطفى الزائدي (أو الزايدي) يحضر معهم بعض  تلك الجلسات.

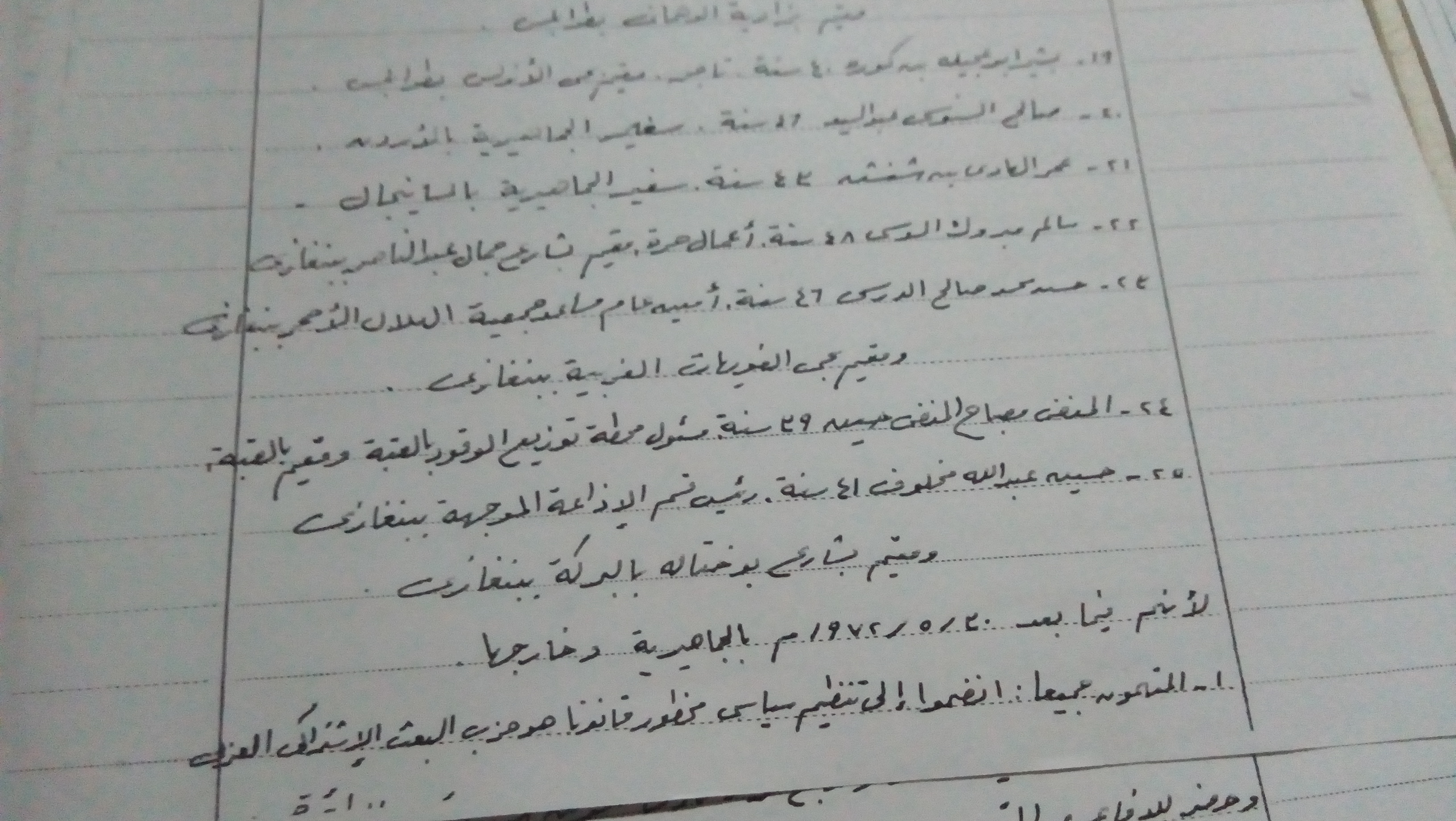
صورة مقربة للصفحة الثانية من مذكرة الاعتقال تظهر بها إحدى التهم الموجهة إليهم.

حكمت المحكمة الثورية الدائمة، بأحكام تفاوتت من إخلاء السبيل إلى الإعدام. ومن ضمن خمسة وعشرين ضحية حكمت المحكمة الثورية بإخلاء سبيل خمس عشرة ضحية، وبالإنذار النهائي لخمسة منهم. وبالسجن لمدة ثمانية سنوات لاثنين منهم، وبالإعدام على ثلاثة فقط من الضحايا، من بينهم السيد محمد الصادق هلال، بالإضافة إلى الشهيد مصطفى رحومة سالم النويري، والسيد فريد حسين أشرف. وقد جاءت الأحكام كالاتي:
1. عبد الحميد يوسف البابور (السجن 8 سنوات)
2. محمد سليمان عبد الله الزليطني (إنذار نهائي)
3. محمود عمر بوعبيد  (السجن 8 سنوات)
4. مصطفى رحومة النويري (الإعدام شنقا).
5. عبد المطلب عبد الله الشيباني (إخلاء سبيل)
6. عبد العاطي الهادي علي صقر (إخلاء سبيل)
7. إبراهيم احمد الجيلاني الحاج (إخلاء سبيل)
8. محمد محمد عبد الله القماطي (إخلاء سبيل)

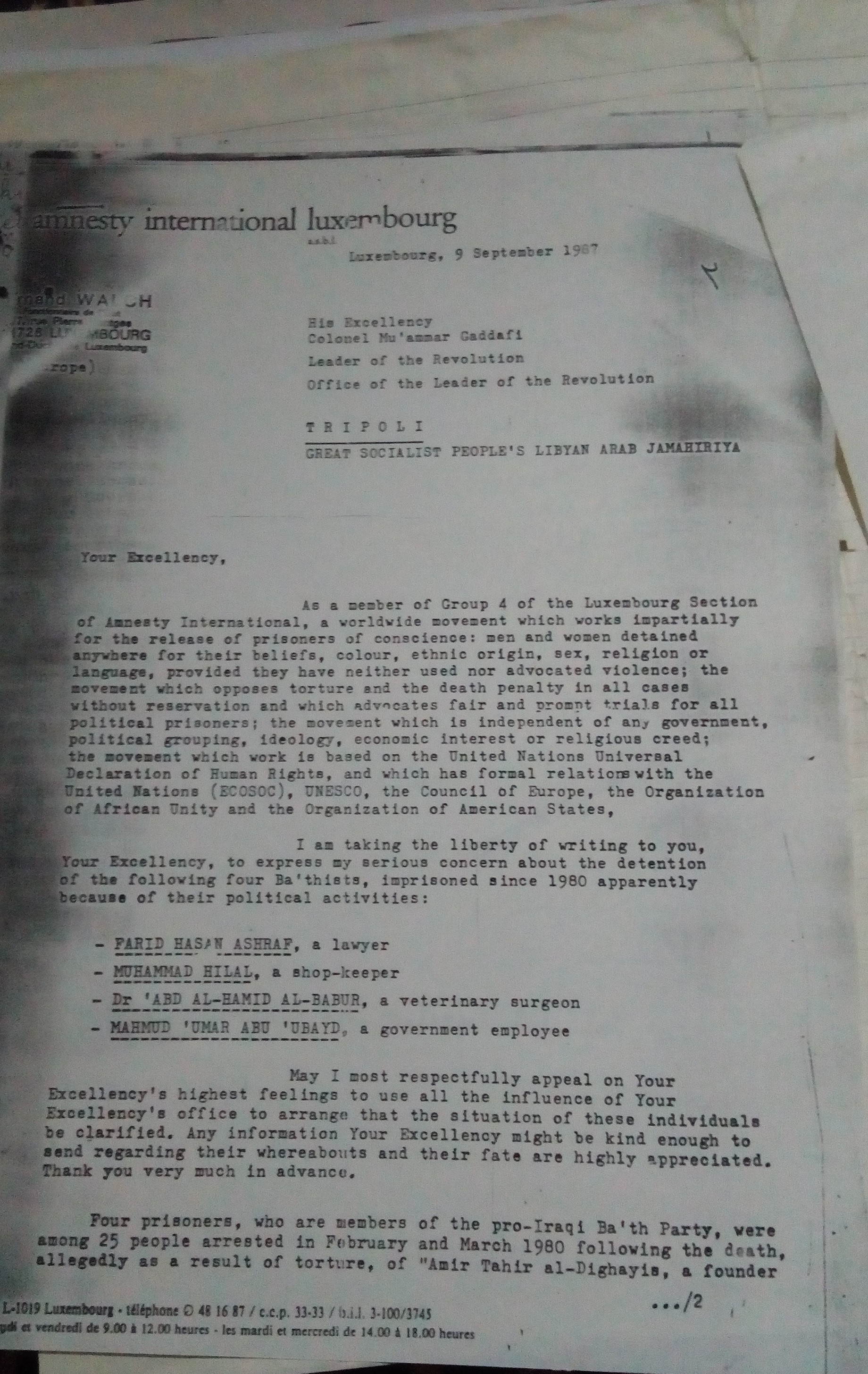
رسالة من منظمة العفو الدولية تطالب القذافي بالإفراج عن معتقلي البعث باعتبارهم معتقلي رأي ليس إلا.

9. رسالة من منظمة العفو الدولية تطالب القذافي بالإفراج عن معتقلي البعث باعتبارهم معتقلي رأي ليس إلا.أحمد حسين آدم المنصوري (إخلاء سبيل)
10. رشاد أبوبكر فرج رشاد (إخلاء سبيل)
11. الهادي رمضان محمد أوخيات (إخلاء سبيل)
12. محمد علي محمد الشائبي (إخلاء سبيل)
13. علي عبد الله محمد ختريش (اخلاء سبيل)
14. رمضان عبد الله علي بوخيط (انذار نهائي)
15. محمد محمد علي مهلهل (إنذار نهائي)
16. محمد الصادق رمضان هلال (الإعدام شنقا)
17. رمضان محمد عميش (إنذار نهائي)
18. فريد حسين أشرف (الإعدام شنقا، لم ينفذ)
19. بشير أبو عجيلة بن كورة (إنذار نهائي)
20. صالح السنوسي عبد السيد (إخلاء سبيل)
21. عمر الهادي عمر شنشن (إخلاء سبيل)
22. سالم مبارك السوسي (إنذار نهائي)
23. حسن محمد صالح الدرسي (إخلاء سبيل)
24. المنفي مصباح المنفي حسن (إخلاء سبيل)
25. حسين عبد الله مخلوف (إخلاء سبيل)

كان السيد هلال إذاً ضمن ثلاثة ضحايا من بين خمس وعشرين ضحية، حكم عليهم بالإعدام شنقا حتى الموت. وقد نُفذ حكم الإعدام شنقا وعلنا في الشهيد مصطفى إرحومة النويري في 22 أبريل 1984م، ووجدت جثته محفوظة في ثلاجة في مستشفى الزاوية بعد ثورة السابع عشر من فبراير أي بعد ما يقارب الثمانية وعشرين عاما من تنفيذ حكم الإعدام. ولم ينفذ حكم الإعدام في السيد فريد أشرف بل أطلق سراحه في عام 1988م، وتوفي في مدينة طرابلس طبيعيا في عام  1995م. 
بقي السيد محمد هلال في السجن المركزي بطرابلس أو الحصان الأسود (بورتا بينيتو سابقا) حتى 22 يناير 1984م وهو تاريخ آخر زيارة سُمح بها لأسرته وبعد هذا التاريخ منع الطاغية أي زيارة له. نُقل بعدها إلى معتقل (أبو سليم) ولم تره أسرته منذ ذلك الحين وإلى يومنا هذا، أي منذ ثلث قرن تقريبا. 
تعرض السيد هلال داخل السجن إلى اسواء أنواع التعذيب ومحاولات الإهانة والتركيع.  فعلى سبيل المثال دفع المدعو عبد السلام الزادمة السيد هلال على الحائط (وهو داخل السجن) بقوة وقال له ساقوم باعدامك اليوم، فقال له السيد هلال انك اجبن من ان تفعل ذلك، فسيدك لم يأمرك بذلك بعد.     
كما حفظ السيد هلال المصحف داخل السجن وترك عادة التدخين وكان رجلا صلبا قويا متماسكا صبورا، عالى الهمة والعزيمة بل كان يقوم بتصبير الاخرين داخل المعتقل. 
وكان الضحية عادلا صلبا في الحقأ، أمينا، فقد عُرض عليه  - داخل المعتقل- وبعد الحكم عليه بالإعدام، أن يكون شاهد اثبات ضد مجموعة أخرى من الليبيين اعتقلوا بتهمة التآمر على الطاغوت، وذلك مقابل اطلاق سراحه إذا قبل بان يكون شاهد اثبات. لكنه رفض وبشدة. بينما قبل غيره ذلك. ليس ذلك فحسب بل تقدم للمحكمة كشاهد نفي في نفس القضية، ما يدل على اصالة وطبيعة ومعدن الرجل. وتعرض السيد هلال بعد موقفه هذا، والذي اغضب فيه الطاغوت وزبانيته إلى اسواء معاملة فوق ما تعرض اليه من قبل. 
وطلب منه النظام الطاغوتي كتابة مذكرة اعتذار واستعطاف واسترحام مقابل اطلاق سراحه فوراً. فرد بحزم قائلا: «سأكتب مذكرة استعطاف لله.. ولن اكتبها لهم.. لو ربي اراد لي الخروج سأخرج.. ولو كان هناك مليون طاغية قذافي يقفون امام باب السجن». لقد قال وبكل اختصار «لن اكتب للطاغوت مذكرة استعطفه بها.. بل سأكتبها لله.»
وفي الأحداث التي عُرفت بـ«أصبح الصبح»، أي في عام 1988م، أخبر السيد محمود عمر عبيد (المتهم الثالث في القائمة وأحد المفرج عنهم في 1988م) أسرة المناضل هلال بأنه رأى السيد هلال آخر مرة في معتقل (أبو سليم) في  شهر مارس من عام 1986م. وأكد ذلك أيضا السيد أحمد الزبير السنوسي والذي كان في نفس الزنزانة مع المناضل هلال، وكانت  تلك الزنزانة تُسمى بزنزانة الإعدام. 
وتواترت الاخبار أيضا عن نقل مجموعة من سجناء معتقل أبو سليم، (من 12 إلى 13معتقلا حسب أغلب الروايات) بينهم السيد هلال، إلى مكان مجهول يوم الخامس عشر من مارس من عام 1986م. وأثناء نقل الضحايا من معتقل أبوسليم سرب أحد أفراد المجموعة وريقة إلى أحد الأطباء (عندما كان في زيارة للمستشفى) كتب فيها «أننا مجموعة من سجن أبوسليم نُقلنا إلى مكان مجهول... نرجو إبلاغ الأهل.» 
ويدعم هذا الخبر ويتوافق أيضا مع ملابسات وظروف اختفاء المناضلين الشارف الغول، وسالم الغالي وحسين هدية في نفس التاريخ. فقد سرب المُغيب الشارف الغول وريقة كُتب فيها «الشارف الغول، حسين هدية، وسالم الغالي.. 16 مارس 1986م»، سربها الضحية الشارف الغول إلى أحد المعتقلين الباقين في سجن ابوسليم، وذلك عندما اصطحبهم زبانية السجن خارج معتقل أبوسليم في 15 (أو 16) مارس من عام 1986م، وهو آخر تاريخ شوهد فيه الضحايا الثلاثة، وآخر تاريخ شوهد فيه السيد هلال، وهو ما يرجح صحة اصطحاب مجموعة من المعتقلين في ذلك اليوم خارج معتقل أبي سليم، وقتلهم خارج نطاق القانون (ربما يوم 16 أو 17 مارس). 
ليس ذلك فحسب بل يروى ان أحد افراد الشؤون الادارية في معتقل ابوسليم اعترف عندما قُبض عليه بعد ثورة السابع عشر من فبراير، بصحة اصطحاب المجموعة المذكورة وإعدامهم يوم 16 مارس في ميدان الرماية بمعسكر كتيبة امحمد المقريف (ربما بخلة الفرجان). بل ما زال أحد افراد المفرزة التي نفذت حكم الإعدام على قيد الحياة، ويقال انه صرح بصحة تنفيذ الإعدام في المجموعة المذكورة، ودفنها في مقبرة جماعية بمقبرة السدرة. 
كما تواترت رواية أخرى أكثر بشاعة، ذكرناها في بداية المقال، مفادها ان زبانية الطاغية قد قاموا باغلاق ابواب ونوافذ الزنزانة التي سُجن فيها السيد محمد الصادق هلال بالاسمنت وتركوا فيها السيد هلال إلى ان فارق الحياة. 
وهكذا يتلخص سجل اعتقاله سياسيا إلي :-
1. (العهد الملكي) أغسطس 1961 - فبراير 1962
2. (العهد الملكي) يناير 1964  -  إبريل 1964
3. (العهد الجماهيري) مارس 1980 - مارس 1986 -قتل-

## جزء من معاناة أسرة هلال
قامت اللجان الثورية، أو بالاحرى اللجان الارهابية، بالتحقيق باساليبها القمعية الارهابية  البشعة مع السيد أسامة هلال بسبب نشاطات اخويه اشرف وحميد. حدث ذلك في أحد أيام السابع من أبريل. كما اُعتقل السيد حميد لمدة اربعين يوما، بعد ان اتهموه بالكتابة على الجدران ضد ما يسمى بـثورة الفاتح. حدث ذلك في 1982م، عندما كان السيد حميد طالبا في المدرسة الثانوية. وهدد أعضاء اللجان الارهابية وبكل وقاحة وقلة أدب وتصلف، هددوا السيد أسامة قائلين:«باننا سوف نحضر اخواتك وامك ونحقق معهم».
كما جمعت اللجان الثورية في أحد أيام السابع من ابريل مئات الطلبة من عدة مدارس في المنطقة وطلبوا من السيد اشرف هلال، عنما كان طالبا في المرحلة الثانوية، ان يصعد إلى المسرح، واعلنوا للحضور ان اشرف هلال «خائن رجعي وان والده رجعي أيضا»، ومن تداعيات هذا الحدث السادي ان نرك اشرف الدراسة نهائيا.
وقدم النظام الطاغوتي عرضاُ للسيد أسامة هلال - نجل السيد هلال- للانضمام إلى الأمن الداخلي مقابل تسهيلات مادية وتجارية مغرية تشمل إنشاء وافتتاح وإدارة محلات تجارية في مدينة طرابلس، مقابل التغاضي عن مصير السيد هلال، وذلك في محاولة دنيئة لإستقطاب وكسب  وتحييد أحد افراد العائلة، ضمن برنامج تجميد أو تحييد اعداء النظام الطاغوتي. ولكن السيد أسامة رفض كل ذلك.  
وفي محاولة ترغيبية أخرى عرض نظام الطاغوت الاموال الطائلة على اسرة السيد هلال مقابل التنازل عن قضية والدهم ونسيانها، ولكن الاسرة الكريمة رفضت ذلك بالرغم مما كانت مر به  الاسرة من ضائقة مادية شديدة. 

## تداعيات القضية بعدثورة السابع عشر من فبراير
وتعرضت اسرة السيد هلال - في بداية ثورة السابع عشر من فبراير- إلى صنوف من القمع والمراقبة والملاحقة والاضطهاد. فعلى سبيل المثال، حاصرت ثمان سيارات، من سيارات الكتائب، بيت أسرة هلال في أحد الايام عند الساعة الثالثة صباحا، تحمل كل سيارة أربعة من جنود الطاغية مدججين بالسلاح. وقاموا بتصويب بنادقهم إلى ظهور السادة أسامة وأشرف نجلا السيد هلال، وقاموا بتفتيش البيت تفتيشا دقيقا بتكبر وصلف وتهديد وهمجية ووعيد، بالرغم من وجود سيدات داخل البيت، وزيادة في الإرهاب اصطحبوا معهم السيد اشرف واعادوه بعد ساعات عاشتها الاسرة في رعب وترقب وخوف من ان يلاقي مصير والده.
وسارعت الاسرة، بعد سقوط الطاغوت، بنشر بلاغ عن مفقود، وذلك في الثامن من سبتمبر  من عام 2011م، احتوى هذا البلاغ خلفية وملابسات وظروف اعتقال وتغييب واختفاء السيد هلال. 
كما قدمت اسرة السيد هلال، في عام 2011م، مذكرة إلى السيد مصطفى عبد الجليل رئيس المجلس الوطني الإنتقالي بخصوص قضية تغييب السيد هلال تطلب فيها الاسرة الكشف عن مصير والدهم، والذي قام مشكورا بإحالتها إلى وزير الداخلية في ذلك الوقت، ثم من وزير الداخلية (ربما في 12 مارس 2012م) إلى السيد مدير الإدارة العامة للبحث الجنائي. 
وجاء رد مدير الإدارة العامة للبحث الجنائي مكتوبا وموثقا ومؤكدا للوقائع التالية: عملية الاعتقال في 1980م، وصحة الإحالة إلى ما يسمى بنيابة أمن الثورة، وصحة احالة الضحية إلى محكمة الشعب، واكدت رسالة مدير الإدارة العامة للبحث الجنائي أيضا، صدور الحكم ببراءة السيد هلال، بالإضافة إلى تأكيد حقيقة عدم اطلاق سراحه بعد الحكم ببرائته. وأكدت أيضا الطعن الذي تقدمت به ما يسمى بنيابة أمن الثورة، وتحدثت الرسالة أيضا عن واقعة  نقل الضحية في عام 1986 من معتقل ابوسليم إلى مكان اخر. 
وفي الثاني والعشرين من إبريل 2014م، تم تنظيم احتفالية للضحية بـنادي الترسانة- بمنطقة سوق الجمعة، حضرها عديد النخب والساسة والمثقفين واقرباء واصدقاء الضحية. القى فيها الشاعر المخضرم السيد عبد المولى البغدادي قصيدة رائعة عن الضحية بعنوان: «يا شهيدا مغيبا يا هلالا..»، قال السيد عبد المولى في مقدمتها:
هذه مشاعر مفعمة بالحب والأسى مهداة إلى الصديق المناضل محمد الصادق هلال الذي غيبه الطغيان عنا منذ ما يقارب من ثلاثين سنة ولم يعرف له مصير حتى الآن. فله وإلى آل بيته ومحبيه بسوق الجمعة وبكافة أرجاء وطننا الحبيب الذي ضحى من أجله أهدي هذه المشاعر. 
بعض من أبيات هذه القصيدة:
- الهلال الاصيل يبقى هلالا         لم تزده الغيوم إلا اكتمالا
- غيبوه فصار أكثر قربا             والتحاما بصحبه واتصالا
- يابن هذا الحمى العريق عريق          كيفما كنت شاخصا ام خيالا
- حيثما نت شاهد ام شهيدا                    ام سجينا ام نورسا جوالا
- أنت في هذه الربوع ربيع                     يتنامى وقامة تتعالى
- ليس للشعر في مجالك وزن        كيف للوزن ان يضم الجبالا
- يا بني السوق أي سوق خطير         يفرز العظماء والابطالا
- يا شهيدا مغيبا تبقى رمزا                   يستحق التكريم والاجلالا
- اتراهم لحاجة غيبوه                     كي يذلوا احرارنا إذلالا
- كيف اخفوه يا ترى لست ادري                   ما الذي قاله الجناة وقالا
- كيف يخفى الهلال يا سوء عهد             ارهق الناس فتنة وضلالا

هذا وقد نُشرت القصيدة في العدد الثامن عشر من صحيفة النهار (الصفحة الثانية)، في يوم الثلاثاء جمادي الاخرة 1433 هـ- 1 مايو 2012م.

## جوانب أخرى من تداعيات المحنة
عندما اُعتقل السيد هلال - في عام 1984م- كانت اسرته مكونة من اثنى عشر فردا، بالإضافة إلى السيدة زوجته. تركهم وجلهم شبابا واطفالا بدون عائل وبدون مصدر رزق بعد ان استولى الطاغوت على مصدر الرزق الوحيد. ترك السيد هلال اطفالا وشبابا لا حول لهم ولا قوة: رفعت (20 عاما)، وأسامة (19)، وفاطمة (15) ومنذر (13)، وحميد (12)، وسفيان (11)، واشرف (9)، وحسام (7)، وحازم (5)، وأسماء (4)، وحنان (2)، وهناء (ولدت بعد أربعة أشهر من اعتقال والدها). ولم يراها ابدا.   
اعتقل رب هذه الاسرة الكبيرة عددا وقيمة ومكانة ومقاما، ولم يلتفت إلى الاسرة احد، فبدأ الشباب مبكرا، ومبكرا جدا، رحلة طويلة من الكد والكدح والكفاح من اجل توفير لقمة العيش لاسرة بهذا الحجم تحت مظلة نظام شرس ظالم لا يرقب في مؤمن الا ولا ذمة. نظام تحجرت قلوب اتباعه، هذا ان كان لهم من قلوب اصلا. نظام رجاله اقرب إلى الضباع منهم إلى أي شيء اخر.
تُركت الاسرة بين ليلة وضحاها بدون مصدر رزق وبدون مبالاة من أحد وبدون عائل. بل ولم تترك هذه الاسرة في سلام، فقد توالى عليها الضيق والنكد والتضييق والمطاردة  والمراقبة والملاحقة من قبل نظام الطاغوت حتى بعد ان غُيب ربها. 
ولعلي اقول أن الاحزان والحيرة والالام الناجمة عن وفاة أحد افراد الاسرة اهون الف مرة من تغييبه؟ فالألام - في اجواء التغييب- تتضاعف، كما تتضاعف الحيرة والقلق والترقب والاحزان اضعافا مضاعفة، عندما نجهل مصير من نحب، اين هو؟ اين اصطحبوه؟، اين قتلوه؟ ان كان قد قتل، اين دُفن؟، أين رفاته؟ كيف قُتل، هل مازال على قيد الحياة؟ كيف يبدوا صورة؟ كيف تبدوا حالته الصحية؟ والنفسية؟ ماذا يفعل؟ هل ما زال يتذكر ابناؤه واهله ومدينته وزوجته واسرته؟ عشرات الاسئلة والمخاوف والسيناريوات والوساوس والهواجس تحتل افئدة وعقول وقلوب اهالي المغيبين. عذاب متواصل متجدد دائم يوميا تعانيه كل اسرة غُيب أحد افرادها. اهون مليون مرة - اذن- إن تعلم الاسرة ان أحد افرادها قد قضى، من ان يعيش افرادها في دوامة من الحيرة والتوتر والعذاب والهواجس والشكوك والقلق. 
بل ويزداد هذا العذاب كلما طل علينا موسم من مواسمنا: شهر رمضان الكريم، عيد الفطر، عيد الاضحى، موسم الحج، مولد الرسول الكريم، مناسبات عدة أخرى، افراح، مآتم، أيام الجمعة. ففي كل هذه المناسبات والمواسم والمواقف والاحداث تفرض صورة المغيب نفسها وبقوة على مشهد الاسرة المنكوبة فتزداد الاحزان وتتمزق القلوب مجددا وتذرف الدموع اضعافا مضاعفة. ولا تمر تلك الاعياد وتلك المناسبات على الاسرة الكريمة الا وقد غرقت في بحر من الهموم والضيق والاحزان، فرب البيت قاب قوسين أو ادنى بين يدي هوام لا يرقبون في مؤمن الا ولاذمة، قاب قوسين أو ادنى تأكل جدران المعتقلات عمره ثانية بثانية بثانية، حُرم من فلذات كبده وحرموا منه. فقدوا رعاية وحنان وعناية واهتمام الاب الذي اُعتقل ظلما وحكم عليه بالموت ظلما وزورا وعدوانا ونكاية وانتقاما وبهتانا، وحُرم السيد هلال فوق كل ذلك من رؤية احفاده الذين بلغوا أكثر من اليوم واحد واربعون حفيدا. لم يرهم ولم يروه إلى يومنا هذا. وهكذا مرت الاسرة الكريمة ومر رب بيتها الضحية بطبقات من الظلم بعضها فوق بعض.
وترفض السيدة نوارة الشارف وجدانيا - وإلى يومنا هذا- ان رب بيتها ووالد اطفالها قد قضى، بل تعتقد وتتوقع وتؤمن بان زوجها المغيب ما زال على قيد الحياة، بل لا تقبل حتى الهمس حول احتمال موته، بالرغم من ايمانها القوي.   
ولا يسعني الا ان احي هذه الاسرة الكريمة العصامية الصابرة. واحي بالذات الوالدة الكريمة السيدة نوارة مصباح الشاوش والتي بالرغم من شدة المحنة وطول العذاب والحيرة والآلام، كانت خير راعية لفلذات اكبادها، الامانة التي تركها بين يديها رب بيتها المغيب، فأحسنت تربيتهم وغرست فيهم من القيم ما حفظهم من ان ينجروا وراء رغبات الطاغوت أو ان ينحازوا إلى ظالم أو يمارسوا الظلم. بل ترعرعوا عصاميين، نفوسهم عزيزة، يطمحون إلى خدمة بلادهم، يعملون من اجل استقرارها السياسي، يرسخون فيها الأمن والعدل والامان، يقاتلون في سبيل العدالة والحرية والمساواة، حتى لا يصاب غيرهم بالكم الهائل من الظلم الذي وقع عليهم. 
نقول لهذه الاسرة الكريمة، ولغيرها من الاسر، التي نُكبت في ابنائها، بل ونقول للوطن باكمله: باننا نسأله سبحانه وتعالى انه إن كان رب بيتكم قد انتقل إلى جوار قيوم السموات والارض ان يتغمده برحمته وان يتجاوز عن سيئاته وان يحشره مع الصديقين والانبياء والصحابة والشهداء. وان يعوضكم ويعوض الوطن عن فقدان رجل مناضل مكافح ذو عزة وعزيمة قوية كوالدكم السيد محمد الصادق هلال كل الخير. كما نسأله سبحانه وتعالى إن كان السيد هلال على قيد الحياة ان يجمع شملكم قريبا. وفي كلتا الحالتين نسأله سبحانه وتعالى ان يجمعكم وان يجمعنا مع شهدائنا ومع ضحايا الوطن ضحايا الطاغوت الارعن الاهوج الاحمق في جنة الخلد انه على كل شيء قدير.   
وكلي أمل، باذن الله، في مواصلة مشوار البحث والتحقيق والتقصي، إلى أن يتم الكشف عن مصير السيد هلال، بل وأعتبر أن هذا واجبا وطنيا جماعيا لابد ان تقوم به -  بجانب الاسرة- مؤسسات الدولة الرسمية ومؤسسات المجتمع المدني ولجان حقوق الإنسان المحلية والعالمية والمحامين ورجال العدالة، واصدقاء واقرباء الضحية. 
كما انه من ابسط حقوق الاسرة التي نُكبت ظلما وعدوانا في رب بيتها ان تتلقى التعويض المعنوي والمادي والحسي الكامل عما مرت به من محن وعذاب والآم. فذلك اقل واجبات الوطن تجاه ضحاياه، وتلك ادنى حقوق هذه الاسرة، حقوق كفلها لهم الشرع والعرف والمنطق والمروة والوطنية والعدل والوطن. ولابد ايضاً من تكريم السيد هلال تكريماً معنويا يليق به وبامثاله من رجال الوطن، ليتحول كفاحهم وصمودهم وتاريخهم إلى منارة تقتدي بها اجيالنا القادمة. 
وهكذا فنحن امام سيرة مناضل عملاق بدأ بممارسة مهنة الانبياء (العلم والتعليم والتعلم)  وتدرج في خدمة وطنه وامته فخدم بلاده ووطنه وأبناء وطنه وناضل من اجل ليبيا سلميا بجميع السبل المشروعة، فعلم، وتحدث، وكتب، وتظاهر، وضحى من اجلها، ووقف وقفة الرجال الابطال مع القضية الجزائرية والفلسطينية، واعتقل وعُذب وسجن وتم الاستيلاء على مصدر رزقه، واُسقط من انتخابات فاز فيها بجدارة، واُسقط اسمه ظلما من تكريم دولة وقف معها وقفة الاسود، وطورد واتهم زورا وبهتانا بشتى التهم وحرم فوق كل ذلك من اثمن ما  يملكه الإنسان زوجته ام اطفاله، وحرم من فلذات كبده، وغُيب إلى يومنا هذا، ولأكثر من ثلث قرن. 
نحن بين يدي سيرة رجل لم تثنه المحن عن عزمه في مواصلة مشواره النضالي كلما استطاع إلى ذلك سبيلا، فوقف السيد هلال وهو قيد الاعتقال بعزة وشموخ واباء، ضد طاغوت عاث في الأرض فسادا، وصمد داخل المعتقل، وكان صابرا مصبرا لزملائه،  ورفض ان يسترضي الجلاد بكلمات يخطها في ثوان قليلة تريحه من عذابات ثلث قرن، وفضل ان يبقى -بدلا من ذلك- رهين المعتقل، ورهين القمع والنكد والعذاب، على ان يستجدي طاغية ظالم جلاد. فضل ان يفعل ذلك، حتى لا يظلم غيره، فقد تجرع مرارة الظلم، فرفض ان يتعرض بني وطنه إلى الظلم. ليس ذلك فحسب بل استمسك بكتاب الله وحفظه ظهرا عن قلب، داخل المعتقل، نكاية في الظالمين، وسخرية من المحن، وتقرباً إلى الله.